# Ludiano
Ludiano är en ort i kommunen Serravalle i kantonen Ticino, Schweiz. 
Ludiano var tidigare en egen kommun, men den 1 april 2012 bildade Ludiano, Semione och Malvaglia den nya kommunen Serravalle.